# Вирівський район
Вирівський райо́н — колишній район Сумської округи.

## Історія
Утворений 7 березня 1923 року з центром в селі Вири у складі Сумської округи Харківської губернії з Вирівської і Ульянівської волостей.
Ліквідований 15 вересня 1930 року, територія приєднана до Тернівського району.